# Fondazione per il patrimonio storico delle FFS

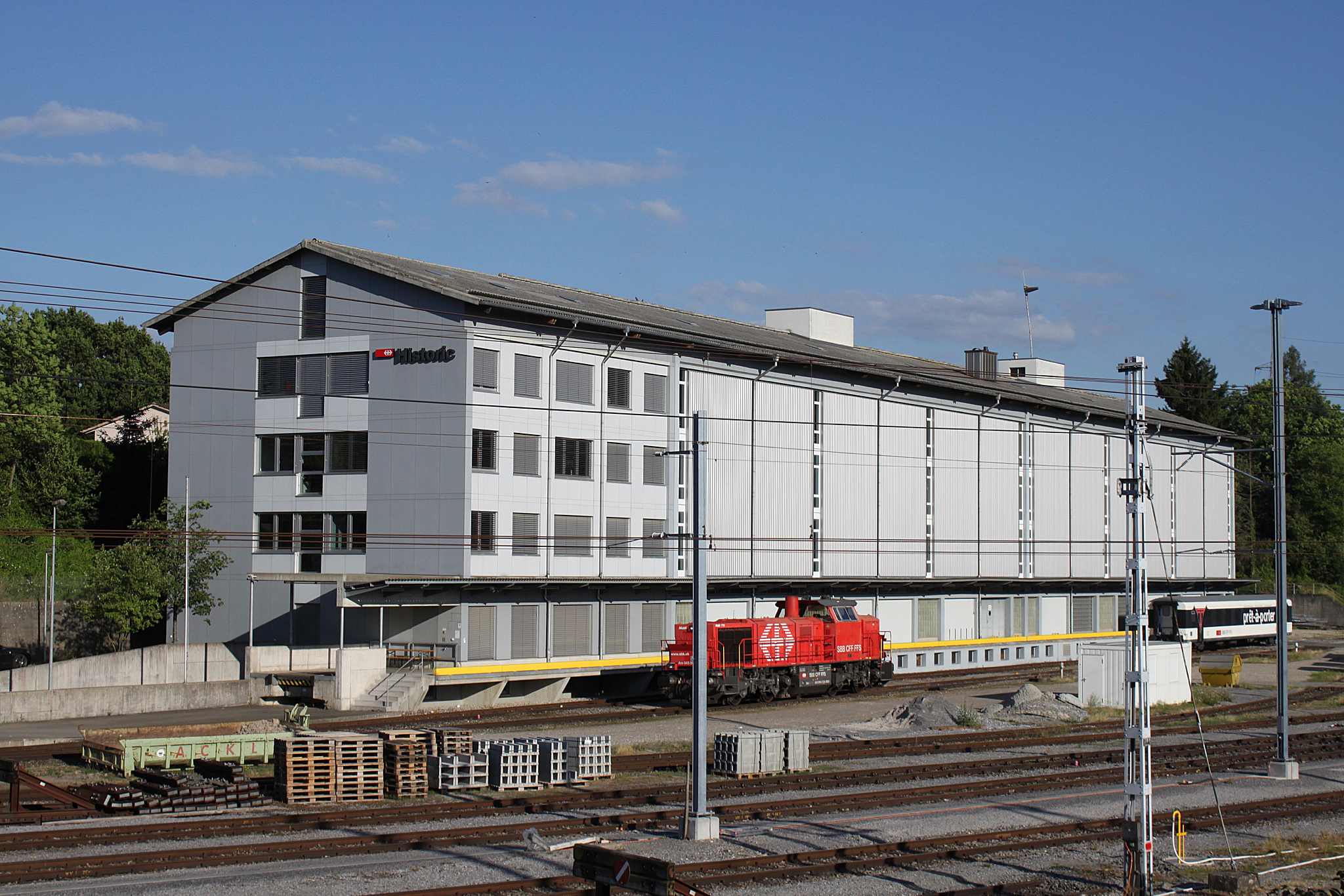
La sede della fondazione a Windisch

La Fondazione per il patrimonio storico delle FFS (fr.: Fondation pour le patrimoine historique des CFF; ted.: Stiftung Historisches Erbe der SBB; ingl.: Heritage Foundation SBB Historic) è una fondazione privata, promossa dalle Ferrovie Federali Svizzere con sede a Erstfeld e filiali a Windisch. La fondazione raccoglie i veicoli, i cimeli e la documentazione archivistica e bibliografica relativi alla storia ferroviaria svizzera e li mette a disposizione del pubblico, degli studiosi e degli appassionati.

## Patrimonio

### Biblioteca
La biblioteca tematica della fondazione raccoglie oltre 30.000 libri su tematiche ferroviarie e del trasporto in generale, oltre a 300 riviste, sia storiche che contemporanee, oltre a tutti gli orari di servizio dall'inizio dell'età ferroviaria in Svizzera. 

### Archivio
Sono suddivisi tra archivio storico, archivio fotografico, archivio audiovisivo e archivio delle fabbriche svizzere di locomotive e motrici (Schweizerische Lokomotiv- und Maschinenfabrik / SLM). I fondi raccolgono circa 3000 metri lineari di documenti storici delle FFS e di varie ferrovie storiche o minori, oltre a circa 450.000 fotografie e diapositive, circa 6500 documenti storici e documenti audiovisivi, più di 100.000 progetti costruttivi e varie altre fonti di storia ferroviaria. 
Il fondo del SLM è stato basato a Winterthur fino al 2018, anno in cui venne spostato a Windisch.

### Collezioni
Le collezioni includono poster e manifesti, lanterne ferroviarie, apparati di segnalazione sonora, modellini in scala 1:10 e una raccolta d'arte a tema ferroviario. 

Foto dagli archivi della fondazione: barricata eretta alla stazione di Grenchen Sud durante uno sciopero del personale ferroviario (1919)

### Risorse online
Dal 2018 una selezione di immagini e documenti d'archivio della fondazione sono state pubblicate online.

### Materiale rotabile

#### Locomotive
La fondazione possiede 12 locomotive a vapore e oltre 24 mezzi motore ad alimentazione diesel o elettrica. A fine 2011 il materiale rotabile complessivo (rimorchiate incluse) era di 174 elementi, sia operativi, sia esposti al Museo svizzero dei trasporti di Lucerna.

#### Locomotive a vapore
- Locomotiva FFS A 3/5 705
- Locomotiva FFS B 3/4 1367
- Locomotiva FFS C 5/6 2978

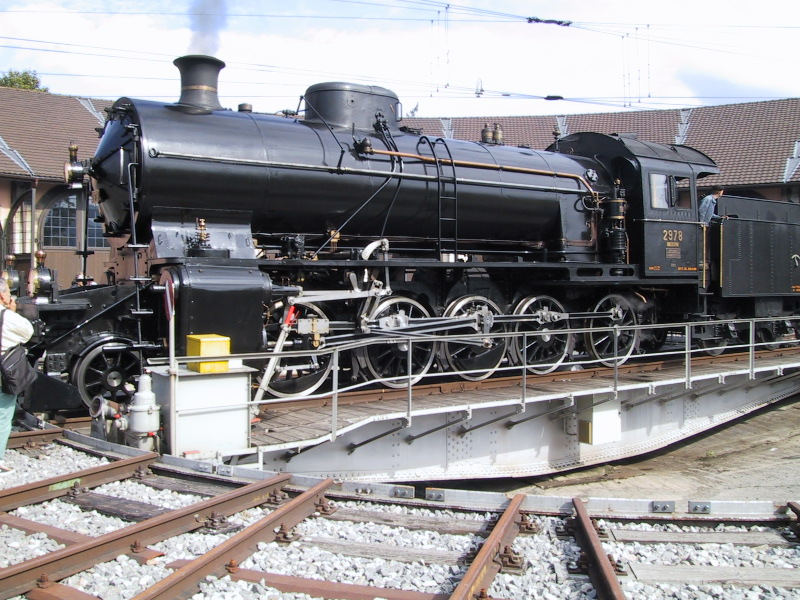
Locomotiva FFS C 5/6 2978 sulla piattaforma girevole a Delsberg

- Locomotiva FFS D 1/3 Ricostruzione della locomotiva Limmat operativa per la Schweizerische Nordbahn
- Locomotiva FFS Eb 2/4 (anche designata JS A2 35)
- Locomotiva FFS Eb 3/5 5819
- Locomotiva SCB Ed 2x2/2 196 (cosiddetta "locomotiva Mallet")
- Locomotiva SCB Ec 2/5 28 Genf
- Locomotiva FFS Ec 3/3 5

#### Locomotive elettriche
- Locomotiva FFS Fc 2x2/2 12102
- Locomotiva FFS Ae 3/5 10217
- Locomotiva FFS Ae 3/6 I 10650
- Locomotiva FFS Ae 3/6 I 10664
- Locomotiva FFS Ae 3/6 I 10700
- Locomotiva FFS Ae 3/6 II 10439
- Locomotiva FFS Ae 3/6 III 10264
- Locomotiva FFS Ae 4/7 10905
- Locomotiva FFS Ae 4/7 10976
- Locomotiva FFS Ae 6/6 11401, per lungo tempo monumentata al Schienenverkehrsgesellschaft Stuttgart di Horb am Neckar.
- Locomotiva FFS Ae 6/6 11402
- Locomotiva FFS Ae 6/6 11407, per lungo tempo affittata all'associazione Mikado 1244
- Locomotiva FFS Ae 6/6 11411
- Locomotiva FFS Ae 6/6 11416
- Locomotiva FFS Ae 6/6 11418, per lungo tempo monumentata presso la ditta Galliker Transport AG
- Locomotiva FFS Ae 6/6 11421
- Locomotiva FFS Ae 6/6 11425
- Locomotiva FFS Ae 6/6 11456
- Locomotiva FFS Ae 8/14 11801
- Locomotiva FFS Be 4/6 12320
- Locomotiva FFS Be 4/7 12504
- Locomotiva FFS Ce 6/8 III 13302 "Coccodrillo"
- Locomotiva FFS Ce 6/8 II 14253 "Coccodrillo"
- Locomotiva FFS Ce 6/8 III 14305 "Coccodrillo"
- Locomotiva FFS Re 4/4 I 10001
- Locomotiva FFS Re 4/4 I 10044

#### Automotrici
- Automotrice UeBB CZm 1/2 31
- Automotrice FFS BDe 4/4 1643
- Automotrice FFS BDe 4/4 1646
- Automotrice FFS De 4/4 1679
- Automotrice FFS Deh 4/6 916
- Automotrice FFS CLe 2/4 203 freccia rossa
- Automotrice FFS CLe 2/4 1001 freccia rossa
- Elettrotreno FFS RAe TEE II 1053
- Automotrice FFS RBe 4/4 540 020
- Automotrice FFS RBe 4/4 540 052
- Automotrice FFS RBe 4/4 540 069

#### Locomotiva diesel
- SBB Bm 4/4 II 18451

### Rimorchiate
La fondazione possiede anche un ampio parco di carrozze e rimorchiate, che vengono assortite in modo da creare dei convogli "storicamente accurati".

## Noe
1. ↑  (DE) Das SLM-Archiv zieht um: Drei Perspektiven aus vergangenen Zeiten, su sbbhistoric.ch, 8 settembre 2018. URL consultato il 19 gennaio 2022 (archiviato dall'url originale il 19 gennaio 2022).
2. ↑  (DE) Online-Dossiers, su sbbhistoric.ch, 8 settembre 2018. URL consultato il 19 gennaio 2022 (archiviato dall'url originale il 19 gennaio 2022).
3. ↑  (DE) 10 Jahre SBB Historic: Jubiläumsfest und neues Depot, in Schweizer Eisenbahn-Revue, n. 12, 2011,  p. 623.